# Ново-Петрово (Владимирская область)
Ново-Петрово — деревня в Судогодском районе Владимирской области России, входит в состав Вяткинского сельского поселения.

## География
Деревня расположена в 17 км на юго-восток от центра поселения деревни Вяткино, в 22 км на юго-восток от Владимира и в 22 км к северо-западу от райцентра Судогды.

## История
В конце XIX — начале XX века деревня входила в состав Даниловской волости Судогодского уезда, с 1926 года — в Судогодской волости Владимирского уезда. В 1859 году в деревне числилось 31 дворов, в 1905 году — 47 дворов, в 1926 году — 58 хозяйств и начальная школа.
С 1929 года деревня входила с состав Сойменского сельсовета Судогодского района, с 1965 года — в составе Бараковского сельсовета, с 2005 года — в составе Вяткинского сельского поселения..

## Население
| 1859 | 1905 | 1926 |
| ---- | ---- | ---- |
| 192  | 263  | 295  |

| 1859 | 1905 | 1926 | 2002 | 2010 | 2021 |
| ---- | ---- | ---- | ---- | ---- | ---- |
| 192  | ↗263 | ↗295 | ↘246 | ↘208 | ↘137 |

## Инфраструктура
В деревне имеется фельдшерско-акушерский пункт.
В деревне имеется пожарный клуб.
В деревне имеется магазин, работающий с 09:00 до 19:00.